# Hockey Novara 1969
Questa voce raccoglie le informazioni riguardanti l'Hockey Novara nelle competizioni ufficiali della stagione 1969.

## Maglie e sponsor
| 1ª divisa |

## Rosa
| N° | Naz.                   | Ruolo | Sportivo          |  |  |  |
| -- | ---------------------- | ----- | ----------------- |  |  |  |
|    | Italia (bandiera)      | E     | Gianpietro Aina   |  |  |  |
|    | Italia (bandiera)      | E     | Pierluigi Colombo |  |  |  |
|    | Italia (bandiera)      | E     | Daniele Maderna   |  |  |  |
|    | Italia (bandiera)      | E     | Erasmo Marcon     |  |  |  |
|    | Italia (bandiera)      | P     | Maremma           |  |  |  |
|    | Italia (bandiera)      | E     | Franco Mora       |  |  |  |
|    | Paesi Bassi (bandiera) | E     | Robert Olthoff    |  |  |  |
|    | Italia (bandiera)      | P     | Mario Romussi     |  |  |  |
|    | Italia (bandiera)      | E     | Renzo Zaffinetti  |  |  |  |

- Allenatore:  Ferruccio Panagini